# یواس‌اس جان هنکاک (۱۸۵۰)
یواس‌اس جان هنکاک (۱۸۵۰) (به انگلیسی: USS John Hancock (1850)) یک کشتی بود که طول آن ۱۱۳ فوت (۳۴ متر) بود. این کشتی  در سال ۱۸۵۰ ساخته شد.